# هاس وی‌اف-۲۲
هاس وی‌اف-۲۲ یک خودروی مسابقه‌ای فرمول یک است که توسط تیم فرمول یک هاس برای شرکت در مسابقات قهرمانی جهانی فرمول یک ۲۰۲۲ طراحی و ساخته شده‌است. وی‌اف-۲۲ هفتمین ورود خودروی هاس به فرمول یک خواهد بود و کوین مگنوسن و میک شوماخر پس از فسخ قرارداد نیکیتا مازپین آن را هدایت می‌کنند. این خودرو از پیشرانه‌های عرضه شده توسط فراری استفاده خواهد کرد.
وی‌اف-۲۲ اولین خودروی فرمول یک در سال ۲۰۲۲ بود که در پیش فصل معرفی شد. به دلیل تغییر عمده در قوانین فرمول یک که بر ظاهر خودروها تأثیر گذاشت، توسعه وی‌اف-۲۱ مورد استفاده در فصل ۲۰۲۱ کوتاه شد و تیم در عوض بر روی خودروی فصل ۲۰۲۲ تمرکز کرد.

## توسعه
هاس خودروی قبلی خود در سال ۲۰۲۱ را توسعه نداد و در عوض به دلیل تغییر مقررات، در زمان برگزاری مسابقات قهرمانی فصل ۲۰۲۱ بر روی وی‌اف-۲۲ تمرکز کرد. هاس برای هفتمین سال متوالی از موتور فراری در خودروی خود استفاده خواهد کرد. در ۴ فوریه، وی‌اف-۲۲ اولین خودروی سال ۲۰۲۲ بود که رونمایی شد.

## رنگ تیم
این خودرو در ابتدا با رنگی شبیه به وی‌اف-۲۱ فصل قبل رونمایی شد، با حمایت مالی شرکت روسی اورال‌کالی و طرح‌هایی در سراسر خودرو، به ویژه در بال جلو شبیه به پرچم روسیه آزمایش شد. پس از حمله روسیه به اوکراین در تاریخ ۲۴ فوریه ۲۰۲۲، هاس آرم اورال‌کالی را از خودرو و وبگاه خود حذف کرد. روز پایانی اولین تست پیش فصل در ۲۵ فوریه، این خودرو به رنگ سیاه و سفید تغییر کرد. حمایت مالی شرکت اورال‌کالی بعداً همراه با قرارداد نیکیتا مازپین در تاریخ ۵ مارس ۲۰۲۲ فسخ شد. در دومین تست پیش فصل که در بحرین برگزار شد، از رنگ قرمز به جای رنگ پرچم روسیه بر روی ماشین رونمایی شد.